# Zlatica
Zlatica (bulharsky Златица) je město ležící ve středním Bulharsku, uprostřed Zlaticko-pirdopské kotliny. Je správním střediskem stejnojmenné obštiny a má zhruba 5 tisíc obyvatel.

## Historie
Datum založení města není známo, ale prokazatelně existovalo v římské době, kdy ho obývali vojáci chránící blízké zlaté doly, a neslo pravděpodobně jméno Ulpia Aurea. Název Zlatica je doložen poprvé ve 13. století za panování Konstantina Asena. Ve středověku bylo město významným střediskem, pod jehož správu spadalo několik pevností ve Sredné goře a na Staré planině. Z tohoto důvodu se zdejší kraj dostal do osmanské poroby teprve 30 let po pádu tehdejšího hlavního města Velikého Trnova. V roce 1443 se u města odehrála bitva, ve které osmanská vojska Kasima Paši zabránila spojené armádě Vladislava III. a Jana Hunyadiho v dalším postupu na jih.
V 18. století se Zlatica stala klíčovým dodavatelem skopového masa a vlny v tehdejším Turecku. Díky rozkvětu města zde byla v roce 1777 postavena hodinová věž a počátkem 19. století zde byla zřízena církevní škola. Po osvobození Bulharska v rusko-turecké válce se stala správním střediskem blízkého okolí, ale po zdejších bouřlivých demonstracích proti vládě Stefana Stambolova v roce 1888 byly správní orgány přemístěny do blízkého Pirdopu.

## Obyvatelstvo
Ve městě žije 5 198 stálých obyvatel a je zde trvale hlášeno 4 461 obyvatel. Podle sčítání 1. února 2011 bylo národnostní složení následující:
- Bulhaři: 4 635 (95.8 %)
- Romové: 141 (2.9 %)
- Turci: 27 (0.6 %)
- ostatní: 36 (0.7 %)

## Partnerská města
- Magadan, Rusko (2012)